# Безводнинско-Ахмыловский круг памятников
Безводнинско-Ахмыловский круг памятников — городища и бескурганные грунтовые могильники VI—VIII вв., объединённые в группу археологических памятников.
Памятники расположены по обоим берегам среднего течения Волги и её притокам Ветлуге, Большой и Малой Кокшагам в Нижегородской области (Безводнинский могильник, Чортово, Сомовское II, Васильсурское I и II городища и др.), Марий Эл (Младший Ахмыловский, Юльяльский могильники, Ардинское городище и др.) и Кировской области (Кубашевское городище).
Первым, кто обратил внимание на близость Безводнинского и Младшего Ахмыловского могильников, был Ю. А. Краснов. Он отмечал сходство материалов Безводнинского могильника с муромскими древностями, тем не менее, подчёркивая, что он был оставлен группой населения, отличающейся рядом этнокультурных особенностей от населения муромского течения Оки. Т. Б. Никитина связала эту группу населения с древнемарийским этносом, формировавшимся в Ветлужско-Волго-Окском междуречье юго-западнее территории современного проживания марийцев на родственной с волжскими финнами основе. О. В. Смирнов отмечает отсутствие марийского субстрата в топонимии Оки и Унжи, что ставит под сомнение гипотезу западного происхождения марийцев. Вместе с тем, язык населения, оставившего субстратную топонимию бассейнов Оки и Унжи, мог быть родственным прамарийскому.

## Список памятников
- Безводнинский могильник
- Младший Ахмыловский могильник
- Желтухинский могильник
- Юльяльский могильник
- Васильсурское II городище
- Сомовское II городище
- Ардинское городище
- Одоевское городище
- Богородское городище
- Чортово городище и могильник при нём
- Кубашевское городище